# Acacia torta
Acacia torta é uma espécie de leguminosa do gênero Acacia, pertencente à família Fabaceae.